# 藤田将弘 (バスケットボール)

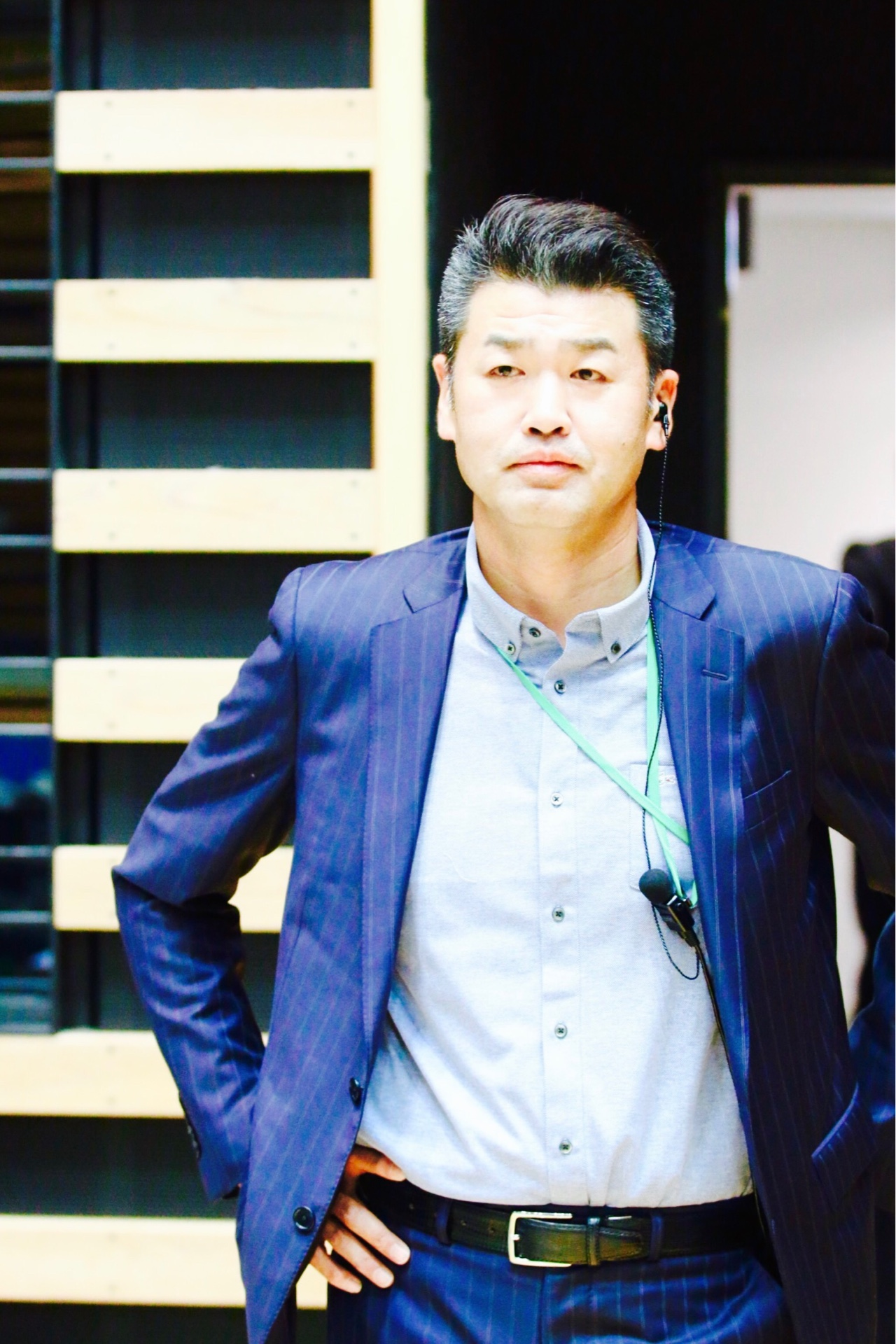

藤田 将弘（ふじた まさひろ、1970年7月16日 - ）は、千葉県出身の元バスケットボール選手・コーチである。元三菱電機ダイヤモンドドルフィンズ(現在：Bリーグ・名古屋ドルフィンズ）ヘッドコーチ。現役時代のポジションはガード（G）。現在は、母校である日本体育大学の准教授であり、バスケットボール部の部長・監督。全日本大学バスケットボール連盟・理事  /  3x3日本代表チームリーダー（日本バスケットボール協会）NBA・EURO バスケ（フジテレビ）の解説もしている。

## 来歴・人物
市立船橋高校から日本体育大学を経て、1994年大和証券に入社。1年目、日本リーグ2部から1部昇格の原動力となり、新人王・優秀選手賞を獲得
- 1997年 三菱電機に移籍。
- 2001年 現役引退。
- 2001年 オーストラリアへ留学
- 2002年 三菱電機のアシスタントコーチに就任
- 2006年 三菱電機のヘッドコーチに昇格。1年目でスーパーリーグでレギュラーシーズン1位 プレーオフ準優勝に導いた
- 2010年 日本体育大学男子バスケットボール部ヘッドコーチ就任
- 2011年 関東大学バスケットボールリーグ戦 2部リーグ優勝に導く 1部リーグ昇格
- 2013年 日本体育大学 大学院卒（コーチング学）
- 2014年 日本体育大学 准教授就任

## 経歴
- 市立船橋高校 - 日本体育大学 - 大和証券（1993年〜1997年） - 三菱電機（1997年〜2001年）